# Pedro Merino
Pour les articles homonymes, voir Merino.
Pedro Merino Criado (né le 8 juillet 1987 à Manzanares) est un coureur cycliste espagnol.

## Biographie
Pedro Merino aurait dû faire partie de l'équipe TelTeck-H20 en 2009 (son frère Jesús également) mais l'équipe n'a pas vu le jour. Il est engagé comme stagiaire dans l'équipe Fuji-Servetto en 2009, qu'il rejoint en tant que coureur professionnel en 2010.

## Palmarès et résultats

### Palmarès par année
- 2005
  - 1re étape de la Vuelta al Besaya
- 2007
  - Mémorial Juan Manuel Santisteban
  - 2e du Mémorial Etxaniz
  - 3e du Tour de Carthagène
- 2008
  - Giro delle Valli Cuneesi :
    - Classement général
    - 4e étape

  - 2e du Grand Prix Souvenir Jean-Masse
- 2009
  -  Champion d'Espagne sur route espoirs
  - Memorial Valenciaga
- 2013
  - 2e du Trophée Iberdrola
  - 2e du Trofeo San Isidro
- 2014
  - Clásica de Pascua
  - Tour des Comarques de Lugo :
    - Classement général
    - 1re et 2e étapes

  - Gran Premio Cristo del Caloco
  - Tour de Tolède :
    - Classement général
    - 2e étape

  - 2e du Tour de La Corogne
  - 3e du championnat d'Espagne élites sans contrat
- 2015
  - Tour de La Corogne :
    - Classement général
    - 1re étape

  - 2e de la Clásica de Pascua
  - 3e du Tour de Galice
- 2016
  - 2e étape du Tour des Terres de Santa Maria da Feira
  - 2e du Tour des Terres de Santa Maria da Feira
- 2017
  - Champion de Galice sur route
  - Trophée Iberdrola
  - Clásica de Pascua
  - 2e du Trofeo Olías Industrial

### Classements mondiaux
| Année           | 2008 | 2009 | 2010 | 2011 | 2012 |
| --------------- | ---- | ---- | ---- | ---- | ---- |
| UCI Europe Tour | 877e | 616e |      |      | 647e |